# Cléopâtre
Cléopâtre és una òpera en quatre actes de Jules Massenet sobre un llibret en francès de Louis Payen basat en la novel·la homònima d'Anatole France. S'estrenà a l'Òpera de Montecarlo el 23 de febrer de 1914, dos anys després de la mort del compositor. A Catalunya s'estrenà en versió de concert al Gran Teatre del Liceu el 13 d'octubre de 2004, cantada per Montserrat Caballé i Carlos Álvarez Rodríguez.
Estructurada en quatre actes i cinc escenes, Cléopâtre és l'última obra de Massenet, estrenada amb caràcter pòstum el 1914 dos anys després de la seva mort. És una de les tres òperes de Massenet que es van estrenar després de la seva mort, les altres són Panurge (1913) i Amadis (1922). La peça ha tingut molt limitades representacions des de la seva estrena i té una història modesta en la gravació moderna. L'obra mostra la confrontació de dos mons, el de la Roma imperial, disciplinat i racional, i el de l'Egipte ptolemaic, flexible i sensual. Gira entorn del personatge històric, si bé el compositor es va centrar en la visió tràgica d'una Cleòpatra extraordinàriament ambiciosa i atractiva, segura del seu poder, que després de la mort de Juli Cèsar decideix seduir Marc Antoni.